# Träsk
Träsk kan också betyda insjö. För orter med namnet Träsk, se Träsk (olika betydelser).

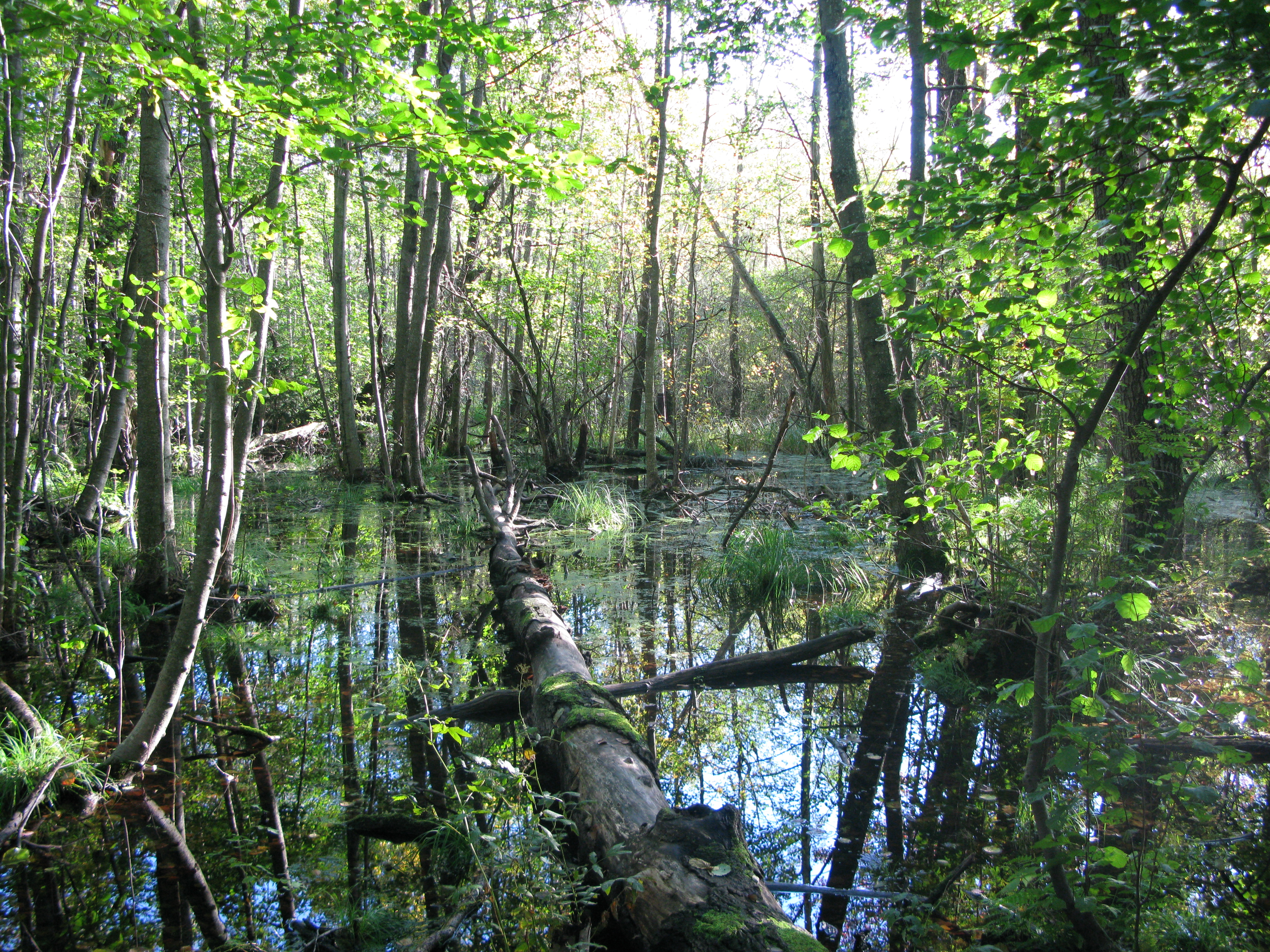
Träsk i Judarskogens naturreservat, västra Stockholm.

Träsk är en typ av våtmark, framför allt större sådana med lös botten och öppna vattenytor.

## Begreppets användning
Andra benämningar för träsk kan vara myrar, kärr, mossar, med mera.
I de norra delarna av Sverige, på Gotland och i Finland kan ordet också avse detsamma som sjö vilket syns i namnet på ett flertal sjöar, såsom Torne träsk och Tingstäde träsk.

### Träsk som ortnamn
Byn Träsk i Skogs församling i Kramfors kommun lär ha sitt namn från ett pärlband av sjöar och tjärnar i den trakt som omfattas av byn Träsk. Byn är den enda med detta namn i Sverige. I Finland finns tre. Dock finns det många orter i Sverige vars ortnamn innehåller ordet träsk, t.ex. Bastuträsk.